# Jesper Brändholm
Jesper Brändholm (25 maggio 1999) è un ex sciatore alpino svedese.

## Biografia
Specialista delle prove tecniche attivo dal novembre del 2015, in Coppa Europa Brändholm ha esordito il 14 gennaio 2018 a Kirchberg in Tirol in slalom gigante, senza completare la prova, e ha ottenuto il miglior piazzamento il 21 dicembre 2019 a Plan de Corones in parallelo (9º); in Coppa del Mondo ha disputato due gare, il 21 dicembre 2020 in Alta Badia e il giorno successivo a Madonna di Campiglio, in entrambi i casi senza completare lo slalom speciale in programma. Ha preso per l'ultima volta il via in Coppa Europa l'11 marzo 2023 a Levi in slalom speciale, senza completare la prova; si è ritirato al termine di quella stessa stagione 2022-2023 e la sua ultima gara in carriera è stata uno slalom speciale FIS disputato il 13 aprile a Lindvallen. Non ha preso parte a rassegne olimpiche o iridate.

## Palmarès

### Coppa Europa
- Miglior piazzamento in classifica generale: 133º nel 2022

### Far East Cup
- Miglior piazzamento in classifica generale: 14º nel 2018
- 3 podi:
  - 2 secondi posti
  - 1 terzo posto

### Campionati svedesi
- 1 medaglia:
  - 1 argento (combinata nel 2018)